# 温斯顿·丘吉尔 (小说家)

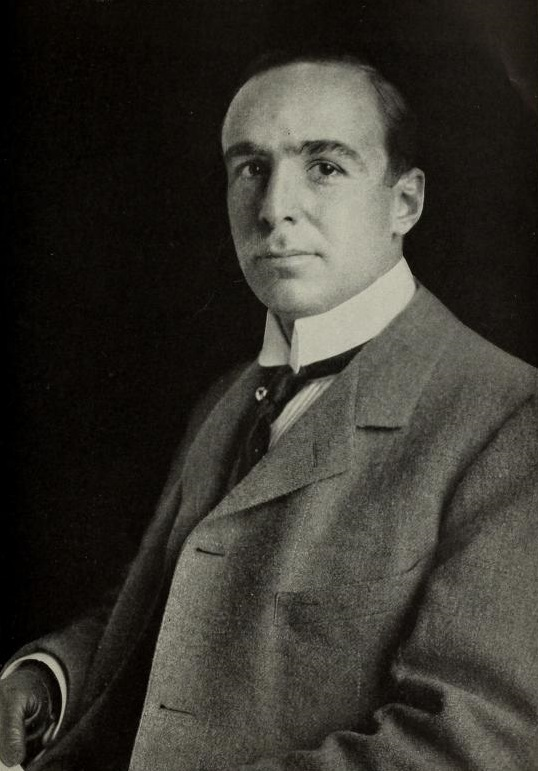
温斯顿·丘吉尔

温斯顿·丘吉尔（1871年11月10日 - 1947年3月12日）是20世纪早期美国畅销小說家、诗人和散文家。

## 生平
1895年，他成为柯夢波丹的主编，但不到一年他辭職，以便有更多的时间写作。 
1903年和1905年，温斯顿·丘吉尔 两次当选州议员。  1906年，他竞选新罕布什尔州州长，但没有成功。 1912年，他再次以進步黨黨員的身份角逐州長，但依然未當選。 1917年，他來到第一次世界大战的战场，并將所见所闻写了下來。
1947年，丘吉尔因心脏病发作在温特帕克去世。 
丘吉尔的儿子与法官勒尼德·汉德的女儿结婚。 